# De Wandeling (KRO)
De Wandeling is een Nederlands televisieprogramma dat van 1998 tot 2017 werd uitgezonden door de omroep KRO-NCRV (tot 1 januari 2014 KRO), in de laatste seizoenen op zaterdagavond vanaf 18.05 uur op NPO 2. Het programma kende verschillende presentatoren die het gesprek aangingen met bekende en onbekende Nederlanders met een opmerkelijk verhaal. De gesprekken vonden plaats tijdens een wandeling.

## Geschiedenis
De Wandeling is een idee van programmamaker John Gruter. De wekelijkse uitzending begon met Maritte Braspenning als presentator. Na een jaar volgde Lucette Verboven haar op. En op haar beurt was het Hella van der Wijst die na twee jaar de presentatie van De Wandeling overnam. Van der Wijst was tien jaar het gezicht van De Wandeling en maakte het programma bekend bij een groot publiek. Tussen 2003 en 2012 interviewde zij al wandelend wekelijks bekende en minder bekende Nederlanders. Sander de Kramer nam na Van der Wijst de presentatie over, al snel bijgestaan door eerst Arie Boomsma en later Joris Linssen.

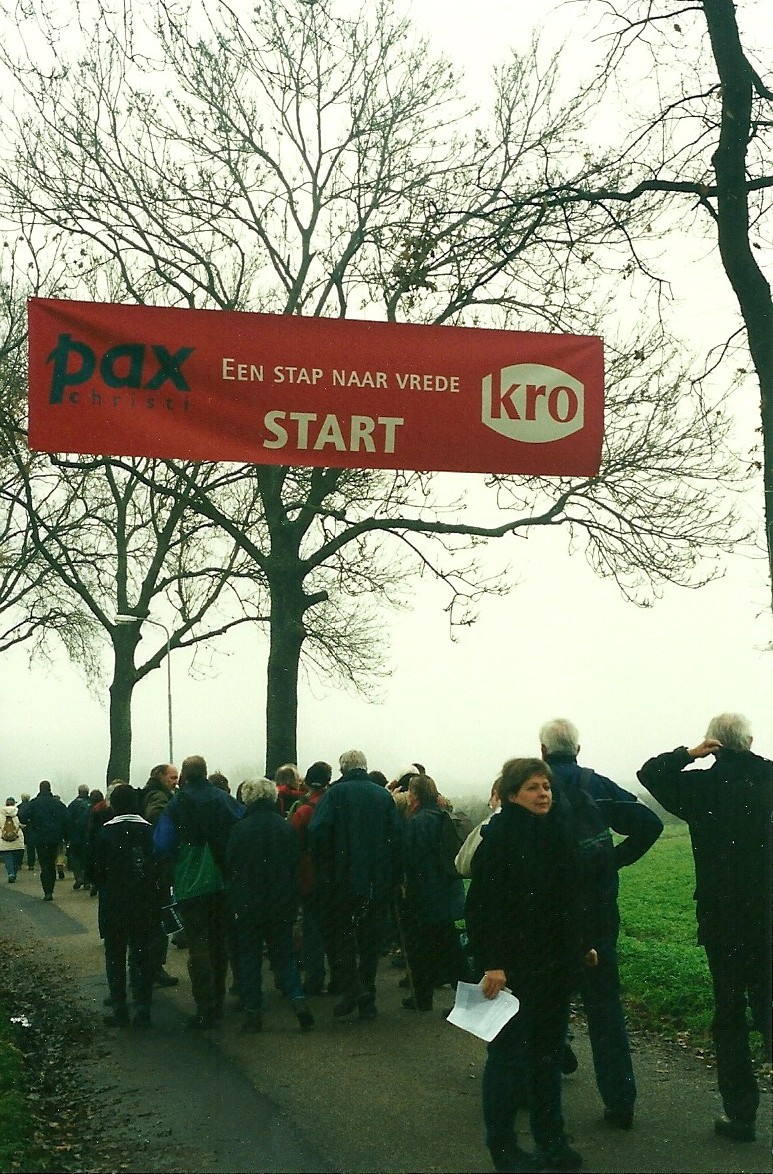
In december 2002 organiseerde De Wandeling samen met Pax Christi vier adventstochten in wekelijkse etappes naar Den Bosch, met duizenden deelnemers. Ze waren bedoeld als vredestochten in reactie op het klimaat van onverdraagzaamheid in Nederland na 9/11. De foto toont de start van de tocht in 2002.

In 2002, 2003, 2004 en 2005 werden er door De Wandeling samen met Pax Christi Nederland in de advent ook zogenaamde adventstochten georganiseerd, die in 2002 een reactie waren op het onverdraagzame klimaat dat na 9/11 in Nederland was ontstaan. Duizenden leden van de KRO en Pax Christi namen deel. In 2005 trok de tocht door Den Haag en liep tussen een kerk en een moskee. Ook veel moslims namen toen deel.